# Royal Troon Golf Club
De Royal Troon Golf Club is een Schotse golfclub in Troon, aan de kust van South Ayrshire.
De club werd in 1878 opgericht en bestond in het begin slechts uit zes holes. Hun eerste professional, George Strath, heeft er toen zes holes bijgemaakt.
Troon ontving negenmaal het Brits Open, dat een van de vier Majors is op de Amerikaanse - en de Europese PGA Tour. De laatste keer was in 2016, toen Henrik Stenson won.

## Drie banen
Er zijn twee 18-holes golfbanen op Troon, de 'Old Course' en de 'Portland'. Daarnaast is er nog een 9-holes par-3 baan, de Craigend Course. De eerste is de Champions course, waar alle topwedstrijden worden gespeeld. Portland is door Dr. Alister MacKenzie aangelegd, en is iets minder moeilijk.
Op de Old Course zijn zowel de kortste als de langste hole die ooit tijdens het Open worden gespeeld. De 8ste hole wordt de 'Postzegel' genoemd, omdat hij slechts 112 meter is, terwijl de 6de hole, een par 5, 550 meter lang is.

### De holes
Voor professional wedstrijden worden de backtees gebruikt, hiervan worden op deze tabel de lengtes in yards aangegeven:
| Hole | Naam          | Par | Yards |
| ---- | ------------- | --- | ----- |
| 1    | Seal          | 4   | 361   |
| 2    | Black Rock    | 4   | 391   |
| 3    | Gyaws         | 4   | 379   |
| 4    | Dunure        | 5   | 558   |
| 5    | Greenan       | 3   | 210   |
| 6    | Turnberry     | 5   | 599   |
| 7    | Tel-el-Kebir  | 4   | 403   |
| 8    | Postage Stamp | 3   | 123   |
| 9    | The Monk      | 4   | 423   |
| 10   | Sandhills     | 4   | 438   |
| 11   | The Railway   | 4   | 488   |
| 12   | The Fox       | 4   | 431   |
| 13   | Burmah        | 4   | 470   |
| 14   | Alton         | 3   | 178   |
| 15   | Crosbie       | 4   | 481   |
| 16   | Well          | 5   | 542   |
| 17   | Rabbit        | 3   | 222   |
| 18   | Craigend      | 4   | 453   |
|      | Total         | 71  | 7150  |

## Open Kampioenschappen
Er werden diverse open kampioenschappen op Troon gespeeld, maar de belangrijkste waren de
Britse Opens, deze vonden negen maal op Troon plaats. In andere jaren werden de kwalificaties vaak op Troon gespeeld.
| Jaar | Winnaar           | Land             |
| ---- | ----------------- | ---------------- |
| 1923 | Arthur Havers     | Engeland         |
| 1950 | Bobby Locke       | Zuid-Afrika      |
| 1962 | Arnold Palmer     | Verenigde Staten |
| 1973 | Tom Weiskopf      | Verenigde Staten |
| 1982 | Tom Watson        | Verenigde Staten |
| 1989 | Mark Calcavecchia | Verenigde Staten |
| 1997 | Justin Leonard    | Verenigde Staten |
| 2004 | Todd Hamilton     | Verenigde Staten |
| 2016 | Henrik Stenson    | Zweden           |
| 2024 | Xander Schauffele | Verenigde Staten |